# تات (مجارستان)
تات (به مجاری:  Tát) یک سکونتگاه مسکونی در مجارستان است که در کوماروم-استرگوم واقع شده‌است.